# Lipińskie Małe
Lipińskie Małe [pronunciación en polaco: /liˈpiɲskʲɛ ˈmawɛ/] (en alemán: Lipinsken)  es un pueblo ubicado en el distrito administrativo de Gmina Prostki, dentro del Distrito de Ełk, Voivodato de Varmia y Masuria, en Polonia del norte. Se encuentra aproximadamente a 6 kilómetros al noroeste de Prostki, a 10 kilómetros al sur de Ełk, y a 125 kilómetros al este de la capital regional Olsztyn.
Antes de 1945, el área fue parte de Alemania (Prusia Oriental).
El pueblo tiene una población de 152 habitantes.